# Ostermiething
Ostermiething ist eine Marktgemeinde in Oberösterreich im Bezirk Braunau am Inn im Innviertel mit 3407 Einwohnern (Stand 1. Jänner 2024).

## Geografie
Ostermiething liegt auf 423 m Höhe am Südrand des Oberen Weilhartsforstes im Oberen Innviertel. Westlich bildet die Salzach die Staatsgrenze zur Bundesrepublik Deutschland und Bayern. Die bayrische Stadt Tittmoning ist über eine Brücke erreichbar. Die Ausdehnung beträgt von Nord nach Süd 8,1 km, von West nach Ost 9,4 km. Die Gesamtfläche beträgt 21,7 km². 25,8 % der Fläche sind bewaldet, 59,9 % der Fläche sind landwirtschaftlich genutzt.
Als eine der westlichsten Gemeinden Oberösterreichs gehört die Marktgemeinde Ostermiething zum Produktionsgebiet des Alpenvorlandes als Kleinproduktionsgebiet Oberes Innviertel.
Dieses hat aufgrund seines geologischen Aufbaues und der natürlichen Produktionsbedingungen mit mittleren Jahrestemperaturen von 7,7 °C und Niederschlagsmengen um die 1000 mm günstige Voraussetzungen für Grünland und Futterbau. Das Gemeindegebiet von Ostermiething selbst ist durch seine südwestliche Exposition klimatisch begünstigt. Als Bodenart findet sich vorwiegend sandiger Lehm bis lehmiger Sand der Bodentype Parabraunerde. Die Niederterrasse an der Salzach ist vom Aubodentyp.

### Gemeindegliederung
Das Gemeindegebiet umfasst folgende 14 Ortschaften (in Klammern Einwohnerzahl Stand 1. Jänner 2024):
- Diepoltsdorf (80)
- Ernsting (301)
- Ettenau (91)
- Felm (26)
- Gumpling (196)
- Hollersbach (5)
- Marktl (31)
- Ortholling (13)
- Ostermiething (2243)
- Roidham (11)
- Simling (170)
- Sinzing (160)
- Steinbach (34)
- Wimm (46)

Die Gemeinde besteht aus den Katastralgemeinden Ernsting, Ettenau und Ostermiething.
Der zuständige Gerichtsbezirk ist der Gerichtsbezirk Mattighofen, bis 2004 gehörte die Gemeinde zum Gerichtsbezirk Wildshut.

### Nachbargemeinden
|            | St. Radegund                                | Tarsdorf   |
| Tittmoning | Kompassrose, die auf Nachbargemeinden zeigt | Geretsberg |
| Fridolfing | St. Pantaleon                               | Haigermoos |

## Geschichte
Das seit 600 v. Chr. zum keltischen Reich Norikum gehörige Gemeindegebiet wurde 15 v. Chr. dem römischen Imperium eingegliedert und verblieb bis 400 n. Chr. unter römischer Herrschaft. Um 500 errichteten die Agilolfinger in Ostermiething einen Wirtschaftshof, der unter den Franken zu einer königlichen Pfalz erhoben wurde. Von 739 bis 1784 unterstand Ostermiething dem Erzbistum Salzburg, sodann dem Bistum Linz. 740 wurde Ostermiething in einer Schenkungsurkunde des Herzogs Odilo an die Zelle des heiligen Maximilian in Bischofshofen erstmals als Ostermuntingin urkundlich erwähnt. Unter Bayernherzog Heinrich dem Löwen wurde 1163 die Pfarre Ostermiething errichtet.
Jahrhundertelang gehörte Ostermiething zu Bayern. Der Ort kam nach dem Frieden von Teschen 1779 zusammen mit den östlich des Inn gelegenen Gebieten des kurfürstlichen Rentamtes Burghausen, die bis dahin „Innbaiern“ geheißen hatten, als „Innviertel“ zu Österreich. Salzach und  Unterer Inn, die bis dahin in erster Linie Handelswege innerhalb Bayerns gewesen waren, wurden damit zu Grenzflüssen zwischen Bayern und Österreich ob der Enns. Während der Napoleonischen Kriege wieder kurz bayrisch, gehört Ostermiething seit 1816 (Vertrag von München) endgültig zu Oberösterreich. Am 6. Dezember 1927 wurde die Gemeinde zum Markt erhoben. Nach dem „Anschluss Österreichs“ an das Deutsche Reich am 13. März 1938 gehörte der Ort zum Gau Oberdonau, nach 1945 erfolgte die Wiederherstellung Oberösterreichs.

## Kultur und Sehenswürdigkeiten

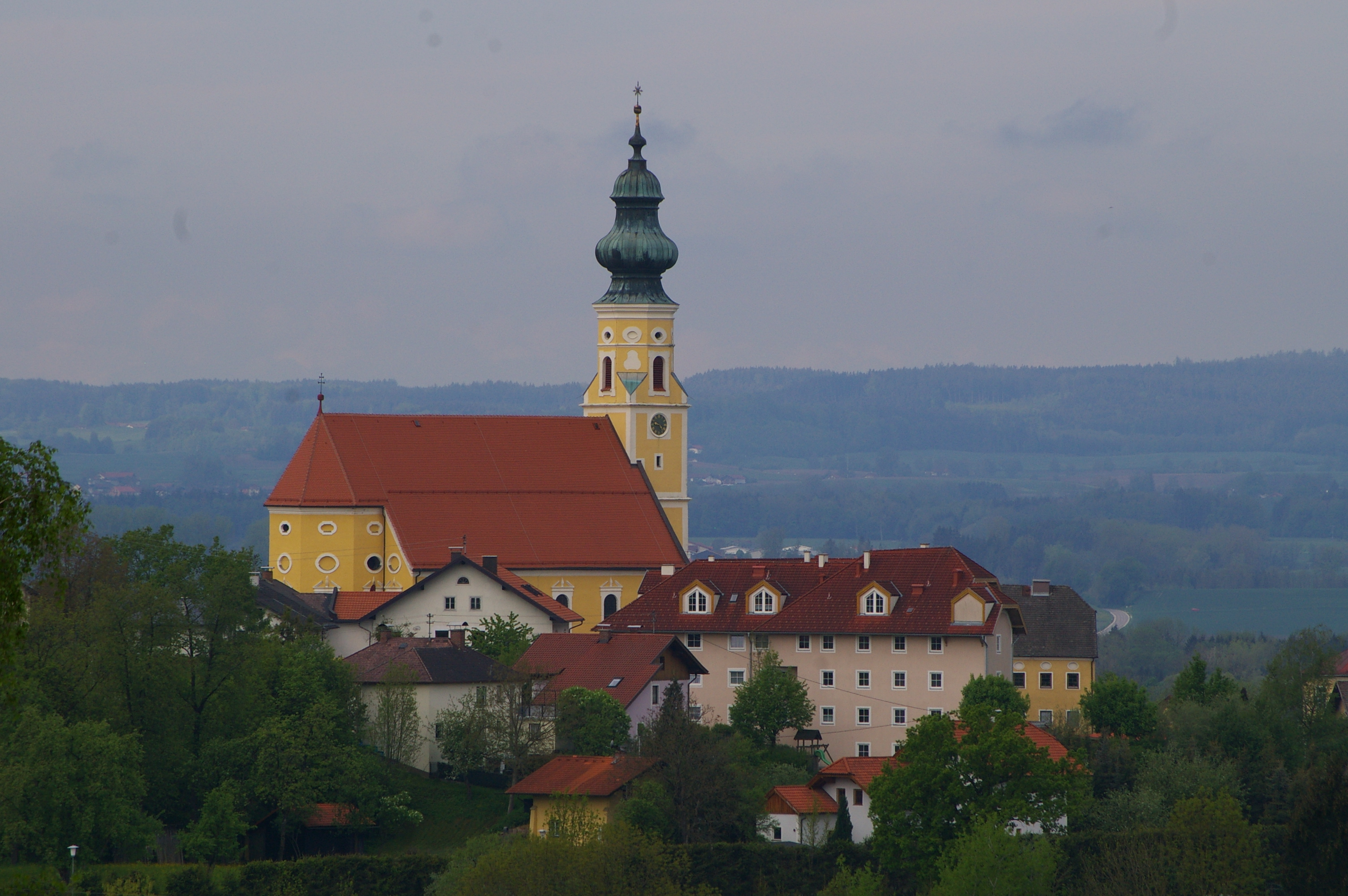
Pfarrkirche Ostermiething

- Katholische Pfarrkirche Ostermiething Mariä Himmelfahrt: Die barocke, mit Rokokoausstattung versehene Pfarrkirche wurde 1676 bis 1683 unter Baumeister Josef Vilzkotter von Steckenbach errichtet. Eine Marmortafel beim linken Seiteneingang erinnert an die erstmalige Ausstellung von Urkunden in Ostermiething durch den Agilolfinger Herzog Tassilo III. im Jahre 748.
- Ehemaliger Pfarrhof Ostermiething: Im früheren, 1462 errichteten Pfarrhof und nunmehrigen Wohnzentrum „WZO“ stellen im Jahr 1941 aufgedeckte spätgotische Trockenfresken eine Verkehrte Welt dar, in der Vögel im Wasser und Fische auf Bäumen leben.

## Wirtschaft und Infrastruktur

### Verkehr
- Straße: Ostermiething ist auf der Straße von Salzburg kommend über die Bergheimer Landesstraße (L118) und/oder Lamprechtshausener Straße (B156) – St. Georgener Landesstraße (L205) – Weilhart Landesstraße (L501) erreichbar, von Braunau über die Weilhart Landesstraße (L501) und von Mattighofen über die Oberinnviertler Landesstraße (L503) – Frankinger Landesstraße (L504) – Mühlen Bezirksstraße 1009.
- Fahrrad: Entlang der Salzach kann man auf dem für Kraftfahrzeuge gesperrten Treppelweg nach Norden bis Burghausen, und nach Süden nach Oberndorf oder Salzburg fahren. Abzweigungen nach Osten erschließen die Innviertler Seen.
- Bahn: Seit dem 14. Dezember 2014 ist der Bahnhof Ostermiething die Endstation der Strecke aus Bürmoos. Bis dahin führte die Bahnstrecke Bürmoos–Trimmelkam mit ihrer Endstation Trimmelkam bis auf circa vier Kilometer an die Marktgemeinde heran. Nach Beschluss des oberösterreichischen Landtages wurde die Strecke, die als S11 in die S-Bahn Salzburg integriert ist und von der Salzburg AG mit der Lokalbahn Salzburg betrieben wird, bis an den Ortsrand von Ostermiething verlängert.[3] Der Baubeginn erfolgte im November 2013.

### Sport
Die Turn- und Sportunion Ostermiething ist in folgenden Sportarten vertreten: Fußball, Tennis, Volleyball, Tischtennis, Laufen, Schi, Eisstock und Turnen. 2021 feierte sie ihr 70-jähriges Bestehen.
Der Fußballverein „Union FC Stampfl-Bau Ostermiething“ verzeichnet in der Saison 2021/22 den größten Erfolg der Vereinsgeschichte.  Die Mannschaft sicherte sich überlegen den Meistertitel in der Landesliga West und steigt erstmals in die LT1 Oberösterreich Liga auf.
Ostermiething liegt auch am Rupertiweg, einem österreichischen Weitwanderweg.

### Öffentliche Einrichtungen
- Gemeindekindergarten
- Volksschule Ostermiething
- Mittelschule Ostermiething
- Landesmusikschule Ostermiething
- Erlebnisbad Ostermiething
- Bezirksseniorenzentrum Ostermiething
- Polizeiinspektion Ostermiething

## Politik

### Gemeinderat
Der Gemeinderat hat 19 Mitglieder.
- Mit den Gemeinderats- und Bürgermeisterwahlen in Oberösterreich 2003 hatte der Gemeinderat folgende Verteilung: 17 ÖVP, 7 SPÖ und 1 FPÖ. (25 Mandate)
- Mit den Gemeinderats- und Bürgermeisterwahlen in Oberösterreich 2009 hatte der Gemeinderat folgende Verteilung: 17 ÖVP, 5 SPÖ und 3 FPÖ. (25 Mandate)
- Mit den Gemeinderats- und Bürgermeisterwahlen in Oberösterreich 2015 hatte der Gemeinderat folgende Verteilung: 15 ÖVP, 6 FPÖ und 4 SPÖ. (25 Mandate)
- Mit den Gemeinderats- und Bürgermeisterwahlen in Oberösterreich 2021 hat der Gemeinderat folgende Verteilung: 15 ÖVP, 5 FPÖ und 5 SPÖ.[7][8]

### Bürgermeister
- seit 2003 Gerhard Holzner (ÖVP)[9]

### Wappen
Blasonierung: Im Göppelschnitt geteilt; oben rechts von Blau und Silber schrägrechts gerautet, oben links in Rot ein silberner Pfahl; unten in Blau auf grünem Hügel eine goldene, gebildete, wachsende Strahlensonne. Die Gemeindefarben sind Blau-Weiß-Rot. Das Rot-Silber-Rot kennzeichnet die Zugehörigkeit zu Österreich, das gerautete Blau-Silber ist ein Symbol für die lange Verbundenheit mit Bayern. Der Wahlspruch unter dem Wappen besteht aus den Worten Juste iudicate filii hominum („Richtet gerecht, ihr Menschen(söhne)“). Er bezieht sich auf den bis 1355 hier vorhandenen Gerichtssitz.

## Persönlichkeiten

### Ehrenbürger der Gemeinde
- Richard Hingsammer (1912–2004), Mediziner
- Josef Bartlechner (1939–2022), Bürgermeister

### Söhne und Töchter der Gemeinde
- Erwin Bernecker (1951–2019), Gründer der Firma B&R Industrial Automation
- Anton Filzmoser (1897–1969 in Braunau am Inn), akademischer Heimatmaler
- Josef Rems (* 1936), Bildhauer
- Werner Gruber (* 1970), Physiker und Autor, lehrt an der Universität Wien
- Hermann Hingsammer (1960–2004), Gemeindearzt
- Stefanie Holzer (* 1961), Schriftstellerin und Journalistin
- Dieter Muckenhammer (* 1981), Fußballbundesliga-Schiedsrichter
- Theophil Ruderstaller (1906–1946), Franziskanerpater und China-Missionar
- Hubert Schatz (1960–2023), Autor, Maler, Grafiker und Naturgeist-Forscher
- Hubert Sommerauer (* 1957), Maler und Grafiker
- Ferdinand Tiefnig (* 1965), Politiker, Mitglied des Bundesrates und Abgeordneter zum Landtag
- Johann Veichtlbauer (1867–1939), in Roidham 14 geborener Geistlicher, spendete seine Sammlung dem Museum Innviertler Volkskundehaus

### Mit der Gemeinde verbunden
- Walter Resch (1939–1995), Techniker und Politiker, Vizebürgermeister von Ostermiething